# Harborg Station
Harborg Station (Harborg stoppested) var en jernbanestation på Rørosbanen, der lå i Røros kommune i Norge. Stationen lå oprindeligt ved banens højeste punkt, 670 meter over havet, der er markeret med en bautasten.
Stationen blev oprettet som 10. november 1913, tre år efter at en svævebane fra Kongens gruve var ført ned til banens højeste punkt som erstatning for Arvedalslinjen. Den blev opgraderet til holdeplads omkring 1919 men atter nedgraderet til trinbræt 1. juli 1926, da udbyttet fra minen var aftaget noget, og driften kun var sporadisk. Svævebanestationen brændte i 1945, men svævebanen var i drift helt indtil Nordgruvefeltet blev nedlagt i 1948. 13. september 1965 blev stationen flyttet fra den oprindelige placering ved 416,77 km og 160 meter tættere på Røros til 416,61 km. Betjeningen med persontog blev indstillet 2. juni 1985, og 31. maj 1987 blev stationen nedlagt.
Der blev opført en stationsbygning mellem 1910 og 1913. Den blev senere revet ned.